# Verbandsgemeinde Nordpfälzer Land

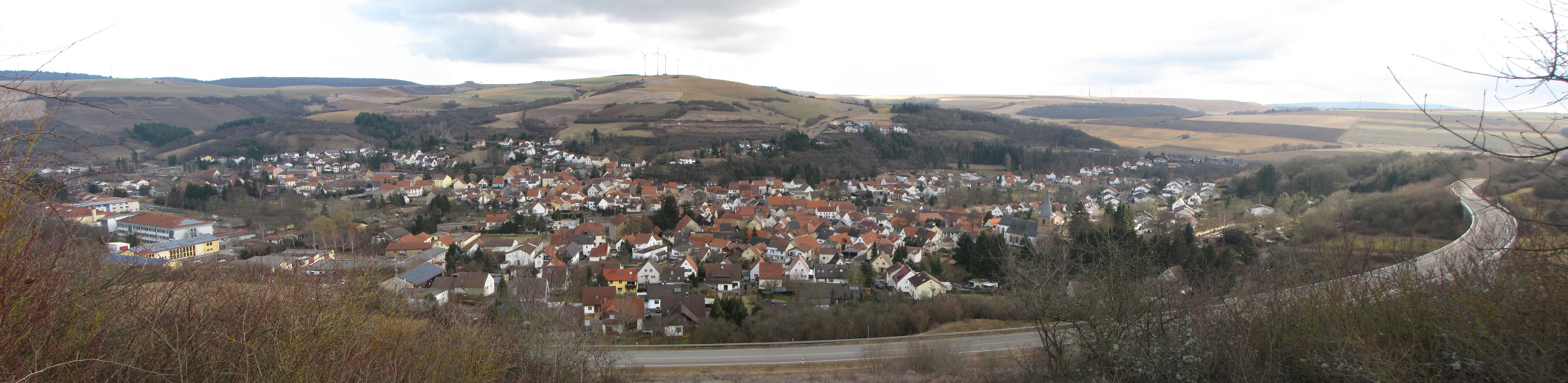
Alsenz

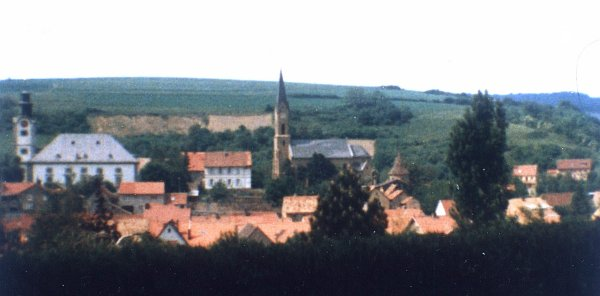
Obermoschel

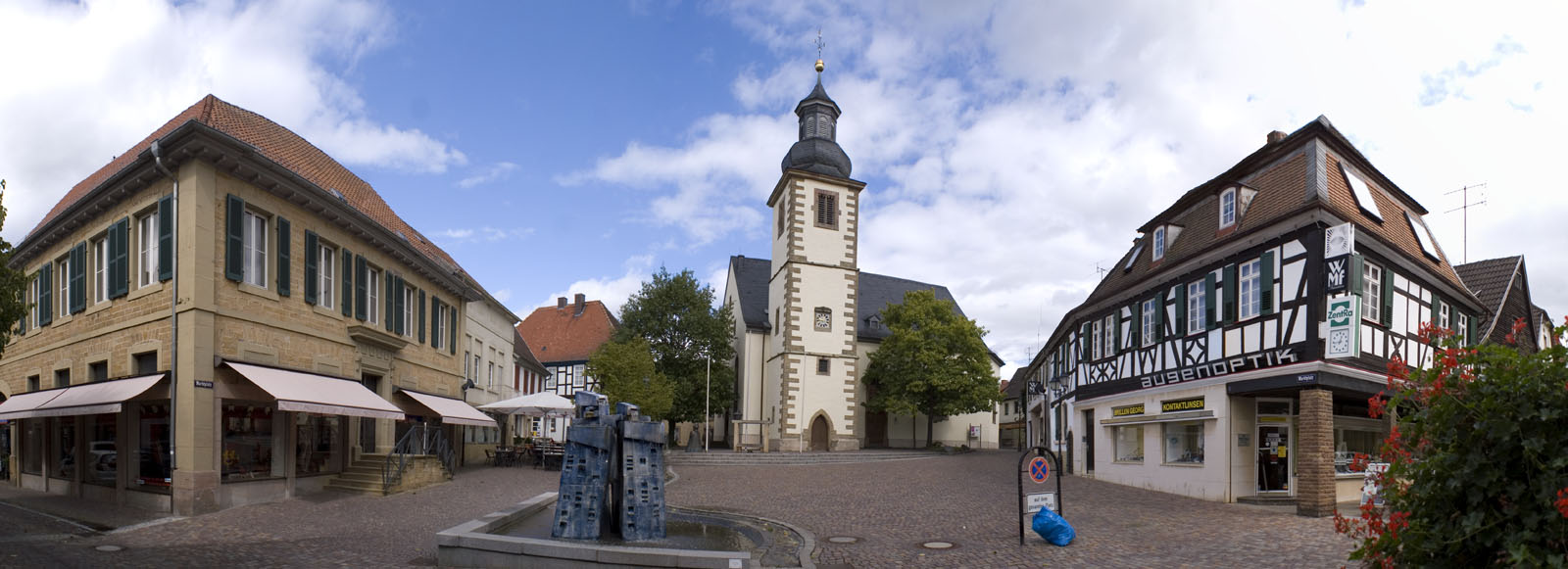
Rockenhausen (Marktplatz)

Die Verbandsgemeinde Nordpfälzer Land mit Sitz in der Stadt Rockenhausen entstand zum 1. Januar 2020 aus der Fusion der rheinland-pfälzischen Verbandsgemeinden Alsenz-Obermoschel und Rockenhausen im Donnersbergkreis. 
Der Verbandsgemeinde gehören insgesamt 36 Ortsgemeinden an, darunter die Städte Rockenhausen und Obermoschel.
In der Gemeinde Alsenz ist eine weitere Verwaltungsstelle.

## Verbandsangehörige Gemeinden
| Ortsgemeinde, Stadt               | Fläche (km²) | Einwohner |
| --------------------------------- | ------------ | --------- |
| Alsenz                            | 12,88        | 1.576     |
| Bayerfeld-Steckweiler             | 8,60         | 389       |
| Bisterschied                      | 5,16         | 233       |
| Dielkirchen                       | 8,10         | 435       |
| Dörrmoschel                       | 2,88         | 129       |
| Finkenbach-Gersweiler             | 7,73         | 273       |
| Gaugrehweiler                     | 9,92         | 512       |
| Gehrweiler                        | 4,09         | 296       |
| Gerbach                           | 7,32         | 498       |
| Gundersweiler                     | 10,44        | 518       |
| Imsweiler                         | 9,90         | 551       |
| Kalkofen                          | 1,83         | 161       |
| Katzenbach                        | 6,06         | 462       |
| Mannweiler-Cölln                  | 4,90         | 396       |
| Münsterappel                      | 6,33         | 477       |
| Niederhausen an der Appel         | 5,46         | 230       |
| Niedermoschel                     | 6,62         | 484       |
| Oberhausen an der Appel           | 3,34         | 137       |
| Obermoschel, Stadt                | 10,15        | 1.065     |
| Oberndorf                         | 2,80         | 255       |
| Ransweiler                        | 4,80         | 240       |
| Rathskirchen                      | 5,12         | 169       |
| Reichsthal                        | 2,17         | 99        |
| Rockenhausen, Stadt               | 36,84        | 5.371     |
| Ruppertsecken                     | 9,43         | 345       |
| Sankt Alban                       | 5,46         | 270       |
| Schiersfeld                       | 7,07         | 223       |
| Schönborn                         | 2,60         | 100       |
| Seelen                            | 3,16         | 158       |
| Sitters                           | 2,63         | 93        |
| Stahlberg                         | 2,59         | 168       |
| Teschenmoschel                    | 3,73         | 120       |
| Unkenbach                         | 5,13         | 193       |
| Waldgrehweiler                    | 7,75         | 222       |
| Winterborn                        | 8,45         | 160       |
| Würzweiler                        | 2,32         | 213       |
| Verbandsgemeinde Nordpfälzer Land | 243,67       | 17.221    |

(Einwohner am 31. Dezember 2024)

## Einwohnerentwicklung
| Verbandsgemeinde Nordpfälzer Land: Einwohnerzahlen von 2012 bis 2024                                                               | Verbandsgemeinde Nordpfälzer Land: Einwohnerzahlen von 2012 bis 2024 | Verbandsgemeinde Nordpfälzer Land: Einwohnerzahlen von 2012 bis 2024 | Verbandsgemeinde Nordpfälzer Land: Einwohnerzahlen von 2012 bis 2024 | Verbandsgemeinde Nordpfälzer Land: Einwohnerzahlen von 2012 bis 2024 |
| --- | -------------------------------------------------------------------- | -------------------------------------------------------------------- | -------------------------------------------------------------------- | -------------------------------------------------------------------- |
| Jahr |                                                                      |                                                                      |                                                                      | Einwohner                                                            |
| 2012 | 2012                                                                 |                                                                      | 18.081                                                               | 18.081                                                               |
| 2015 | 2015                                                                 |                                                                      | 17.631                                                               | 17.631                                                               |
| 2020 | 2020                                                                 |                                                                      | 17.413                                                               | 17.413                                                               |
| 2024 | 2024                                                                 |                                                                      | 17.221                                                               | 17.221                                                               |
| Quelle(n): statistik.rlp.de Anmerkung(en): Die Entwicklung der Einwohnerzahl, bezogen auf das heutige Gebiet der Verbandsgemeinde. |                                                                      |                                                                      |                                                                      |                                                                      |

## Politik

### Verbandsgemeinderat
Der Verbandsgemeinderat Nordpfälzer Land besteht aus 32 ehrenamtlichen Ratsmitgliedern, die bei der Kommunalwahl am 9. Juni 2024 in einer personalisierten Verhältniswahl gewählt wurden, und dem hauptamtlichen Bürgermeister als Vorsitzendem.
Die Sitzverteilung im Verbandsgemeinderat:
| Wahl | SPD | CDU | GRÜNE | FDP | FL | FWG | Gesamt   |
| ---- | --- | --- | ----- | --- | -- | --- | -------- |
| 2024 | 11  | 8   | 3     | 3   | 3  | 4   | 32 Sitze |
| 2019 | 13  | 7   | 3     | 4   | 5  | –   | 32 Sitze |

- FL = Freie Liste Nordpfalz e. V.
- FWG = Freie Wählergruppe Rockenhausen und der Verbandsgemeinde Nordpfälzer Land e. V.

### Bürgermeister
Erster hauptamtlicher Bürgermeister der neuen Verbandsgemeinde Nordpfälzer Land wurde am 1. Januar 2020 Michael Cullmann (SPD). Am 16. Juni 2019 setzte sich der bisherige Bürgermeister der Verbandsgemeinde Rockenhausen in einer Stichwahl gegen Tanja Gaß durch, die von CDU und FWG unterstützt wurde. Die Stichwahl wurde notwendig, da bei der Direktwahl am 26. Mai 2019 keiner der ursprünglich fünf Bewerber die notwendige Mehrheit erreicht hatte.

### Wappen
Der Pfälzer Löwe, eine Windrose, die nach Norden zeigt, und drei Wellenbalken, die für die Flüsse Alsenz, Moschel und Appel stehen, sind die Symbole auf dem Wappen der Verbandsgemeinde Nordpfälzer Land.